# Dhunche
Dhunche (Nepali धुन्चे) ist ein Dorf und ein Village Development Committee im Distrikt Rasuwa in Nepal, etwa 45 km (Luftlinie) nördlich von Kathmandu.
Dhunche ist Verwaltungssitz von Rasuwa. Der Ort liegt östlich oberhalb des Flusstals der Trishuli. Die Fernstraße von Kathmandu nach Rasuwagadhi an der chinesischen Grenze führt an Dhunche vorbei.
Bei der Volkszählung 2011 hatte Dhunche 2744 Einwohner (davon 1475 männlich) in 714 Haushalten.